# Oligotrichum austroaligerum
Oligotrichum austroaligerum là một loài Rêu trong họ Polytrichaceae. Loài này được G.L. Sm. mô tả khoa học đầu tiên năm 1969.